# 京極高吉
京極高吉（1504年—1581年2月28日）是日本戰國時代至安土桃山時代的武將。別名高佳、高慶。父親是京極高清（一說是京極材宗，而高清是養父）。

## 生平
在永正元年（1504年）出生，家中次男。受父親高清寵愛，與哥哥高延爭奪家督，不過被以淺見貞則和淺井亮政為首的國人支持的高延擊敗和流放。後來，高延亦與亮政對立而被流放，於是京極氏衰退。
被流放後，在南近江的六角氏支援下，與高延、亮政鬥爭。後來與父親一同被與高延對立的淺井氏一同迎到北近江，一時間成為北近江的領主，不過因為只是傀儡，於是離開近江。之後成為第13代將軍足利義輝的近臣，不過在永祿3年（1560年），為了奪回權力，返回近江並與六角氏連結，向淺井賢政（後來的長政）舉兵，不過失敗，完全失去在近江僅存的支配權。
永祿8年（1565年），在義輝於永祿之變中被暗殺後，盡力擁立義輝的弟弟義昭。不過在義昭與織田信長對立後，自身在近江隱居，並令兒子小法師（後來的京極高次）成為信長的人質。小法師在元服後，仕於信長。
天正9年（1581年），與妻子一同在安土城，接受奧爾岡蒂諾（Organtino Gnecchi Soldo）的洗禮，成為基督徒，在數日後死去。因為突然死去，當時的人流傳是因為佛罰而死。

## 外部連結
- 武家家伝＿京極氏 （页面存档备份，存于）